# Смоленское сражение (1941)
Смоле́нское сраже́ние (1941) — комплекс оборонительных и наступательных операций советских войск с целью недопущения прорыва немецких войск на московском направлении, проводившихся в период с 10 июля до 10 сентября 1941 года. 
В разное время с советской стороны участвовали войска четырёх фронтов: Западного, затем Резервного (с 19 июля), Центрального (с 24 июля) и Брянского (с 14 августа), с немецкой — группа армий «Центр» и авиация 2-го воздушного флота, а также часть сил группы армий «Север».
ТВД простирался 600—650 км по фронту (от Идрицы и Великих Лук на севере до Лоева и Новгород-Северского на юге) и 200—250 км в глубину (от Полоцка, Витебска и Жлобина на западе до Андреаполя, Ярцево, Ельни и Трубчевска на востоке).
В результате сражения немецкая группа армий «Центр» значительно продвинулась на московском направлении, однако 30 июля была вынуждена перейти к обороне. Это привело к нарушению графика проведения операции «Барбаросса» (план блицкрига предусматривал захват Москвы в течение 10-12 недель войны). Для дальнейшего наступления на Москву немецкое командование приступило к разработке нового плана «Тайфун».
В то же время успешные действия немецких войск на южном фланге сражения позволило им в дальнейшем осуществить разгром советского Юго-Западного фронта.

## Определение
В советской историографии определяют временные параметры Смоленского сражения с 10 июля по 10 сентября (63 дня), при этом выделяют 4 этапа:
- Первый этап — с 10 по 20 июля: борьба с прорвавшимся противником на правом крыле и в центре Западного фронта, наступление 21-й армии на бобруйском направлении.
- Второй этап — с 21 июля по 7 августа: наступление Западного фронта на смоленском направлении, выход 16-й и 20-и армий из окружения, вынужденный переход группы армий «Центр» к обороне.
- Третий этап — с 8 по 21 августа: борьба противника на ликвидацию угрозы советских войск правому флангу группы армий «Центр», оборонительные операции Центрального и Брянского фронтов, начало второго наступления Западного и части сил Резервного фронтов.
- Четвёртый этап — с 22 августа по 10 сентября: наступление правого крыла группы армий «Центр» для оказания помощи группе армий «Юг», оборонительные и наступательные действия Западного, Резервного и Брянского фронтов, разгром ельнинской группировки противника.

В западной историографии к Смоленскому сражению принято относить только действия РККА против группы армий «Центр» с 10 июля по 3 августа.
- Первая фаза: от начала наступления танковых групп Гота и Гудериана на Витебск и Могилёв (10 июля) до образования Смоленского «котла» (20 июля). На этом этапе действия со стороны вермахта велись лишь подвижными соединениями.
- Вторая фаза: с 20 июля по 3 августа. На этом этапе были подтянуты дополнительные силы: пехотные дивизии группы армий «Центр» со стороны противника и резервные армии РККА, сведённые в четыре оперативные группы, с советской стороны. Бои свелись к попыткам советских сил деблокировать армии, окружённые под Смоленском. Эта цель была достигнута лишь частично. К 3 августа линия фронта стабилизировалась восточнее Смоленска, и подвижные части вермахта были отправлены на другие направления.

Вне рамок такого рассмотрения Смоленского сражения остаются боевые действия на центральном участке фронта (Духовщинская наступательная операция, Ельнинская наступательная операция), а также на северном и южном флангах (сражение за Великие Луки, Гомельская оборонительная операция, Рославль-Новозыбковская наступательная операция).

## Предшествующие события
После разгрома основных сил советского Западного фронта в Белостокско-Минском сражении немецкие подвижные силы группы армий «Центр» вышли к Западной Двине в районе Витебска (3-я танковая группа) и к Днепру у Орши и Могилёва (2-я танковая группа).
Ослабленные и разрозненные дивизии 13-й и 4-й армий Западного фронта РККА, отошедшие из приграничных районов, отводили в тыл — для переформирования и доукомплектования.
Соединения Второго Стратегического эшелона, включённые в Западный фронт 2 июля, продолжали прибывать из глубины страны. Они ещё не были полностью развёрнуты.
Часть войск уже вела бои в Полоцком и Себежском укрепрайонах (УРах), на плацдарме в районе Дисны (22-я армия), на переправах в районе Быхова и Рогачёва (21-я армия). В неудачном наступлении на Лепель 6-10 июля были разбиты 5-й и 7-й механизированные корпуса 20-й армии.
К началу Смоленского сражения рубеж Идрица-южнее Жлобина успели занять 37 из 48 дивизий, из них 24 дивизии — в первом эшелоне. Оборона фронта не была подготовлена в инженерном отношении и не имела необходимой устойчивости.
В начале июля руководство Германии оптимистично оценивало перспективы войны на Восточном фронте. Начальник Генштаба Франц Гальдер 3 июля (на 12 день войны) записал: «Кампания против России выиграна в течение 14 дней».
По данным разведки адмирала Канариса СССР больше не имел войск в резерве. А формирования новых советских дивизий немцы ожидали лишь к концу года.
Руководство Германии не сомневалось, что сможет решить в самые короткие сроки три задачи:
- овладение Ленинградом,
- разгром советских войск на Правобережной Украине,
- стремительный выход к Москве.

Последняя задача полагалась приоритетной — захват столицы СССР стал бы предпосылкой для окончательной победы в войне. Поэтому главный удар генеральный штаб вермахта планировал, как и прежде, на московском направлении.

## Планы сторон

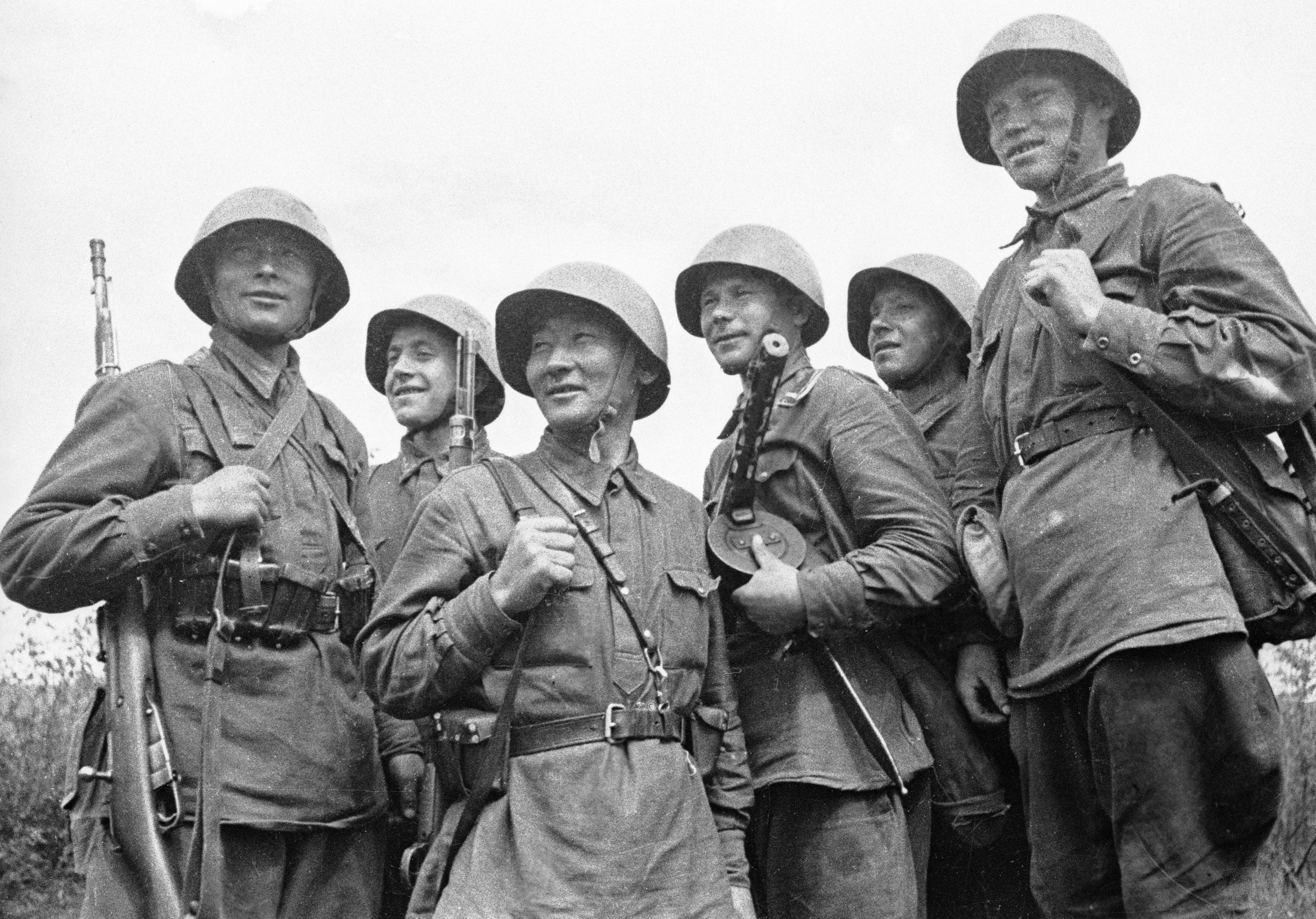
Военнослужащие РККА под Смоленском

В новом наступлении на московском направлении немецкое командование рассчитывало добиться решающего успеха.
Замысел действий немецкого командования на первом этапе наступления:
- силами группы армий «Центр» рассечь оборону советских войск;
- окружить и уничтожить их невельскую, смоленскую, могилёвскую группировки;
- создать условия для беспрепятственного продвижения к Москве.

Для разгрома Западного фронта (по оценке немцев он содержал не больше 11 боеспособных соединений), привлекли 29 дивизий. 12 из них пехотные, 9 танковых, 7 моторизованных, 1 кавалерийская. Кроме того — 1040 танков, больше 6600 орудий и миномётов, свыше тысячи самолётов.
Окружение правофланговой полоцко-невельской группировки советских войск (22-й армии) возлагалось на войска смежных флангов групп армий «Север» и «Центр».
Главные силы 4-й армии противника (2-я и 3-я танковые группы) направили против смоленской группировки РККА (20-й, 19-й и 16-й армий) и могилёвской группировки (13-я армия).
Наступать на московском направлении немцы начали одними подвижными соединениями, не дожидаясь подхода пехотных дивизий. Это стало неприятной неожиданностью для советского командования.
Точные планы советского командования неизвестны. Но судя по попытке контрудара на Лепельском направлении и последующим событиям, можно предположить: после сосредоточения всех войск Второго Стратегического эшелона на Западном фронте должны были быть предприняты какие-либо активные действия

## Советские командующие в Смоленском сражении
Маршал С. К. Тимошенко
- нарком обороны СССР с 7 мая 1940 года до 19 июля 1941 года, зам. наркома обороны с 19 июля
- председатель Ставки Главного командования 23 июня—19 июля
- командующий Западным фронтом 2-19 июля и 30 июля—12 сентября
- главком войск Западного направления 10 июля—10 сентября

Генерал армии Г. К. Жуков
- начальник Генерального штаба РККА до 30 июля
- командующий Резервным фронтом с 30 июля

Генерал-лейтенант А. И. Ерёменко
- командующий Западным фронтом 30 июня—2 июля
- зам. командующего Западным фронтом 2-19 июля
- командующий Западным фронтом 19-30 июля
- командующий Брянским фронтом с 14 августа

## Силы сторон
| Вермахт | РККА |
| --- | --- |
| Группа армий «Центр» (генерал-фельдмаршал Ф. фон Бок) | Западный фронт (маршал С. М. Тимошенко) |
| - 4-я танковая армия (генерал-фельдмаршал Г. фон Клюге); с 28 июля — 4-я армия - 3-я танковая группа (генерал-полковник Г. Гот) - 57-й моторизованный корпус (А. Кунцен) - 19-я танковая дивизия (О. фон Кнобельсдорфф) - 14-я моторизованная дивизия (Г. Вош) - 23-й армейский корпус (А. Шуберт) - 86-я пехотная дивизия (И. Виттхёфт) - 110-я пехотная дивизия (Э. Зайферт) - 206-я пехотная дивизия (Г. Хёфль) - 39-й моторизованный корпус (Р. Шмидт) - 20-я танковая дивизия (Х. Штумпф) - 20-я моторизованная дивизия (Х. Цорн) - 18-я моторизованная дивизия (Ф. Херрляйн) - 7-я танковая дивизия (Х. фон Функ) - 12-я танковая дивизия (Й. Харпе) - 2-я танковая группа (генерал-полковник Г. Гудериан) - 47-й моторизованный корпус (Й. Лемельзен) - 17-я танковая дивизия (К. Риттер фон Вебер) - 18-я танковая дивизия (В. Неринг) - 29-я моторизованная дивизия (В. фон Больтенштерн) - 46-й моторизованный корпус (Г. фон Фитингоф-Шеель) - 10-я танковая дивизия (Ф. Шааль) - Моторизованная дивизия СС «Рейх» (П. Хауссер) - Отдельный мотополк «Великая Германия» - 24-й моторизованный корпус (Л. Гейр фон Швеппенбург) - 3-я танковая дивизия (В. Модель) - 4-я танковая дивизия (В. фон Лангерман) - 10-я моторизованная дивизия (Ф.-В. фон Лёпер) - 1-я кавалерийская дивизия (К. Фельдт) Во втором эшелоне (с 16 июля) - 9-я армия (А. Штраус) - 6-й армейский корпус (О-В. Фёрстер) - 26-я пехотная дивизия (В. Вайс) - 6-я пехотная дивизия (Х. Аулеб) - 5-й армейский корпус (Р. Руофф) - 5-я пехотная дивизия (К. Альмендингер) - 35-я пехотная дивизия (В. Фишер фон Вайкершталь) - 900-я моторизованная бригада - 2-я армия (М. фон Вейхс) - 9-й армейский корпус Г. Гейер) - 137-я пехотная дивизия (Ф. Бергманн) - 263-я пехотная дивизия (Э. Хакель) - 292-я пехотная дивизия (М. Демель) - 268-я пехотная дивизия (Э. Штраубе) - 7-й армейский корпус (В. Фармбахер) - 7-я пехотная дивизия (Э. фон Габленц) - 23-я пехотная дивизия (Х. Гельмих) - 12-й армейский корпус (В. Шрот) - 31-я пехотная дивизия (К. Калмукофф, с 15 августа Г. Бертольд) - 34-я пехотная дивизия (Г. Белендорфф) - 53-й армейский корпус (К. Вайзенбергер) - 267-я пехотная дивизия (Ф.-К. фон Вахтер) - 255-я пехотная дивизия (В. Ветцель) - 52-я пехотная дивизия (Л. Рендулич) - 43-й армейский корпус (Г. Хейнрици) - 134-я пехотная дивизия (К. фон Кохенхаузен) - 131-я пехотная дивизия (Г. Мейер-Бюрдорф) - 35-е особое командование (Р. Кемпфе) - 45-я пехотная дивизия (Ф. Шлипер) - 293-я пехотная дивизия (Ю. фон Оберниц) В третьем эшелоне (после 20-х чисел июля) - В состав 9-й армии: - 8-й армейский корпус (В. Гейтц) - 8-я пехотная дивизия (Г. Хёне) - 28-я пехотная дивизия (Й. Зиннхубер) - 20-й армейский корпус (Ф. Матерна); 27.07 принял новые дивизии и новую полосу в районе Ельни и передал свои дивизиям другим ак; - 106-я пехотная дивизия (Э. Денер) - 129-я пехотная дивизия (Ш. Риттау) - В состав 2-й армии: - 13-й армейский корпус (Х.-Г. Фельбер) - 17-я пехотная дивизия (Г. Лох) - 78-я пехотная дивизия (К. Галленкамп) - а также - - в состав 7-го ак — 15-я пехотная дивизия (Э. Хелль) - в состав 53-го ак — 167-я пехотная дивизия (Х. Шёнхёрл) - в состав 43-го ак — 260-я пехотная дивизия (Х. Шмидт) - в состав 13-го ак — 258-я пехотная дивизия (В. Хенрици) - в состав 23-го ак — 256-я пехотная дивизия (Г. Кауфманн) - в состав 8-го ак — 161-я пехотная дивизия (Г. Вильк) - в состав 20-го ак — 102-я пехотная дивизия (Й. Ансат) - в состав 12-го ак — 112-я пехотная дивизия (Ф. Мит) - в состав 7-го ак — 197-я пехотная дивизия (Г. Мейер-Рабинген) В резерве группы армий - - - 87-я пехотная дивизия (Б. фон Штудниц) - 162-я пехотная дивизия (Г. Франке) - 252-я пехотная дивизия (Д. фон Бем-Безинг) Из группы армий «Север» — в 9-ю армию 28 июля - - 50-й армейский корпус (Г. Линдеман) — вскоре штаб корпуса убыл под Ленинград, но дивизии остались в составе 9-й армии - 251-я пехотная дивизия (К. Бурдах) - 253-я пехотная дивизия (О. Шеллерт) | - 22-я армия (генерал-лейтенант Ф. А. Ершаков) - 51-й стрелковый корпус (генерал-майор А. М. Марков - 170-я стрелковая дивизия (генерал-майор Т. К. Силкин) - 112-я стрелковая дивизия (полковник И. А. Копяк) - 98-я стрелковая дивизия (полковник М. С. Евсюков) - 62-й стрелковый корпус (генерал-майор И. П. Карманов) - 126-я стрелковая дивизия (полковник Е. В. Бедин) - 174-я стрелковая дивизия (комбриг А. И. Зыгин) - 186-я стрелковая дивизия (генерал-майор Н. И. Бирюков) - Штаб 29-го стрелкового корпуса (генерал-майор А. Г. Самохин) - В подчинении штаба армии - 214-я стрелковая дивизия (генерал-майор А. Н. Розанов) - 48-я танковая дивизия (полковник Д. Я. Яковлев) - 179-я стрелковая дивизия (полковник А. И. Устинов, затем полковник Н. Г. Гвоздев) - 50-я стрелковая дивизия (полковник А. А. Борейко) - 19-я армия (генерал-лейтенант И. С. Конев) - 25-й стрелковый корпус (генерал-майор С. М. Честохвалов) - 127-я стрелковая дивизия (генерал-майор Т. Г. Корнеев) - 134-я стрелковая дивизия (комбриг В. К. Базаров) - 162-я стрелковая дивизия (полковник Н. Ф. Колкунов) - 34-й стрелковый корпус (генерал-лейтенант Р. П. Хмельницкий) - 129-я стрелковая дивизия (генерал-майор А. М. Городнянский) - 158-я стрелковая дивизия (полковник В. И. Новожилов) - 23-й механизированный корпус (генерал-майор М. А. Мясников) - 220-я моторизованная дивизия (генерал-майор Н. Г. Хоруженко) - В подчинении штаба армии - 38-я стрелковая дивизия (полковник М. Г. Кириллов) - 20-я армия (генерал-лейтенант П. А. Курочкин), с 8 августа (генерал-лейтенант М. Ф. Лукин) - 69-й стрелковый корпус (генерал-майор Е. А. Могилевчик) - 153-я стрелковая дивизия полковник Н. А. Гаген) - 229-я стрелковая дивизия (генерал-майор М. И. Козлов) - 233-я стрелковая дивизия (полковник Г. Ф. Котов) - 2-й стрелковый корпус (генерал-майор А. Н. Ермаков) - 100-я стрелковая дивизия (генерал-майор И. Н. Руссиянов) - 161-я стрелковая дивизия (полковник А. И. Михайлов) - 5-й механизированный корпус (генерал-майор И. П. Алексеенко) - 13-я танковая дивизия (полковник Ф. У. Грачёв) - 17-я танковая дивизия (полковник И. П. Корчагин) - 7-й механизированный корпус (генерал-майор В. И. Виноградов) - 14-я танковая дивизия (полковник И. Д. Васильев) - 18-я танковая дивизия (генерал-майор Ф. Т. Ремизов) - Штаб 20-го стрелкового корпуса (генерал-майор С. И. Ерёмин) - В подчинении штаба армии - 73-я стрелковая дивизия (полковник А. И. Акимов) - 18-я стрелковая дивизия (полковник К. В. Свиридов) - 57-я танковая дивизия (полковник В. А. Мишулин) - 1-я мотострелковая дивизия (полковник Я. Г. Крейзер) - 144-я стрелковая дивизия (генерал-майор М. А. Пронин) - 128-я стрелковая дивизия (полковник Ф. И. Комаров) - 13-я армия (генерал-лейтенант Ф. Н. Ремезов, с 15 июля генерал-лейтенант В. Ф. Герасименко) - 61-й стрелковый корпус (генерал-майор Ф. А. Бакунин): - 53-я стрелковая дивизия (полковник И. Я. Бартенев) - 110-я стрелковая дивизия (полковник В. А. Хлебцев) - 172-я стрелковая дивизия (генерал-майор М. Т. Романов) - 45-й стрелковый корпус (комдив Э. Я. Магон): - 187-я стрелковая дивизия (полковник И. И. Иванов) - 148-я стрелковая дивизия (полковник Ф. М. Черокманов) - 20-й механизированный корпус (генерал-майор А. Г. Никитин, с 13 июля Н. Д. Веденеев) - 26-я танковая дивизия (генерал-майор В. Т. Обухов) - 38-я танковая дивизия (полковник С. И. Капустин) - 210-я моторизованная дивизия (комбриг Ф. А. Пархоменко) - В подчинении штаба армии - 137-я стрелковая дивизия (полковник И. Т. Гришин) - 160-я стрелковая дивизия (генерал-майор И. М. Скугарев) - 21-я армия (генерал-полковник Ф. И. Кузнецов) - 63-й стрелковый корпус (комкор Л. Г. Петровский) - 61-я стрелковая дивизия (полковник Н. А. Прищепа) - 154-я стрелковая дивизия (комбриг Я. С. Фоканов) - 167-я стрелковая дивизия (комбриг В. С. Раковский) - 66-й стрелковый корпус (генерал-майор Ф. П. Судаков) - 232-я стрелковая дивизия (генерал-майор И. М. Пузиков) - 67-й стрелковый корпус (комбриг Ф. Ф. Жмаченко) - 102-я стрелковая дивизия (полковник П. М. Гудзь) - 151-я стрелковая дивизия (генерал-майор В. И. Неретин) - 132-я стрелковая дивизия (генерал-майор С. С. Бирюзов) - 25-й механизированный корпус (генерал-майор С. М. Кривошеин) - 50-я танковая дивизия (полковник Б. С. Бахаров) - 55-я танковая дивизия (полковник В. М. Баданов) - 219-я мотострелковая дивизия (генерал-майор П. П. Корзун) - В подчинении штаба армии - 117-я стрелковая дивизия (полковник С. С. Чернюгов) - 75-я стрелковая дивизия (генерал-майор С. И. Недвигин) Во втором эшелоне(до 116тыс) - 16-я армия (генерал-лейтенант М. Ф. Лукин, с 10 августа генерал-майор К. К. Рокоссовский) - 32-й стрелковый корпус (генерал-майор Т. К. Коломиец) - 46-я стрелковая дивизия (генерал-майор А. А. Филатов) - 152-я стрелковая дивизия (полковник П. Н. Чернышёв) - Штаб 44-го стрелкового корпуса (комдив В. А. Юшкевич) - 4-я армия (и. о. командарма полковник Л. М. Сандалов) - 28-й стрелковый корпус (генерал-майор В. С. Попов) - 6-я стрелковая дивизия (полковник М. А. Попсуй-Шапко) - 42-я стрелковая дивизия (и. о. полковник М. Е. Козырь) - 55-я стрелковая дивизия (подполковник Г. А. Тер-Гаспарян) - 143-я стрелковая дивизия (полковник Г. А. Курносов) - 47-й стрелковый корпус (генерал-майор С. И. Поветкин) - 121-я стрелковая дивизия (генерал-майор П. М. Зыков) - 155-я стрелковая дивизия (генерал-майор П. А. Александров) - 4-й воздушно-десантный корпус (генерал-майор А. С. Жидов) |

## 10−20 июля: наступление вермахта на Могилев-Смоленск-Невель

Продвижение Вермахта 10-18 июля, север и центр Западного фронта

Смоленское сражение началось 10-12 июля. Немцы разделили 4-ю танковую армию на два клина: 3-ю танковую и 2-ю танковую группу и двинули клинья на восток.
— 3-я тг Гота наступала на Смоленск с севера.
Группа разделилась. Её основные силы — пять дивизий (3 танковые, 2 моторизованные) — преодолели сопротивление 19 А Конева (см. Витебское сражение) и 9 июля вошли в Витебск. После чего направились на Велиж и Смоленск с севера.
Остальные силы ТГ 3 — две дивизии — рассекали на севере оборону 22 А, ударив на Невель с плацдарма в р-не Дисны западнее Полоцка.
— 2-я тг Гудериана обходила Смоленск южнее.
Дивизии форсировали Днепр у Могилева, севернее и южнее города. Севернее Могилёва действовал 47-й мк (2 тд и 1 мд) и 46-й мк (1 тд и мд СС «Рейх»), южнее — 24 мк (2 тд и 1 мд).
К полудню 11 июля три мотокорпуса Гудериана овладел плацдармами в Копыси, Шклове и Новом Быхове. Идущая в тылу 2-я армия Вейхса достигла Березины и быстро двигалась на Днепр.
К ночи 13 июля клинья танковых групп Гота (7-я тд Функа) и Гудериана (29-я мд Больтенштерна) находились друг от друга на расстоянии 55 км и быстро приближались к Смоленску с севера и юга.
Советские солдаты с трудом отражали мощные атаки врага.

Историк Дэвид Гланц так описывает советскую оборону на 10 июля: 
Она не была монолитной преградой на пути противника. Немцы направляли танковые клинья на критические участки, свободно маневрировали. Они предоставили танкам, идущим вперед, неограниченное прикрытие авиацией. А обороняющиеся не могли нейтрализовать самолеты противника из-за почти полного отсутствия зенитных орудий и истребительной авиации. 
Итог немецких ударов был неутешителен для Красной армии. За 10 дней передовые отряды неприятеля продвинулись на восток почти на 200 км. Могилёв был окружен. Войска возле Невеля разбиты, город захвачен. Советские войска оставили Полоцк. 13 июля немцы заняли Демидов и Велиж. 16 июля Вермахт разгромил 25-й корпус и занял Ярцево — населенный пункт восточнее Смоленска, комкор генерал-майор Сергей Честохвалов попал в плен.
В числе причин неудач Красной Армии историки называют неразбериху с командованием. В день немецкого наступления, 10 июля, командующим Западного фронта был назначен Тимошенко — это лишь усугубило проблемы с контролем информации.
Постоянно менялись командармы 13 А, защищающей Могилев. Смертельно ранило Филатова, 8 июля его сменил Ремизов. 12 июля Ремизова ранило, когда он лично возглавил контратаку против сил 24 моторизованного корпуса фон Швеппенбурга. 14 июля армию возглавил командарм 21 А Герасименко. Его сменил Федор Кузнецов.
Бурные перемены в командном составе усугублялись плохой связью между соединениями Красной армии.

##### Контрудары РККА 13-16 июля
Но Ставка ВГК не сидела сложа руки.
Западному фронту приказали нанести ряд контрударов по немецким танковым клиньям — русские атаковали из р-нов Смоленска, Рудни, Полоцка и Невеля. Тимошенко намеревался рассечь и разбить на части танковые группы Гота и Гудериана и восстановить оборону Западного фронта вдоль Днепра.
Историки называют планы контрудара «огромными и нереалистичными». Цели контрударов для армий ЗФ звучали так:
- 22 А и 19 А — захватить Витебск и выйти на рубеж Западной Двины
- 20 А и 16 А (которая ещё не завершила сбор у Смоленска) — восстановить фронт между Оршей и Шкловом
- 13 А и 21 А (вместе с остатками 4 А) — очистить от немцев берег Днепра к востоку от Могилёва и Рогачёва и начать наступать на Бобруйск.

###### Неудачи на северном фланге и в центре
На северном фланге дивизии 19 А, 20 А и 22 А вместе с авиацией должны были уничтожить прорвавшегося противника и, овладев Витебском, закрепиться на фронте Идрица-Полоцкий УР-Орша и далее по р. Днепр.
Однако советский контрудар готовили в спешке. И проводился он в условиях, когда враг владел инициативой и господством в воздухе. В результате к успеху он не привел.
Соединения 19 А и 20 А атаковали противника разрозненно. Войска Конева и Курочкина дважды — 11 и 12 июля — наносили удары. А части Конева вообще контратаковали, едва выгрузившись из эшелонов.
Но замедлить немцев и, тем более, вернуть Витебский рубеж они не могли — из-за недостаточной артиллерийской поддержки, нехватки боеприпасов и топлива.
Даже несмотря на то, что именно в этих контратаках впервые применили легендарные «катюши». Многозарядные реактивные «катюши» использовали 15 июля на участке 20 А — под Рудней, на полпути между Смоленском и Витебском.
22 А Филиппа Ершакова вообще не смогла перейти в наступление. Шесть её дивизий занимали оборону на полосе шириной 280 км. Немцы охватили её с флангов и двинулись на Невель. Под угрозой окружения 22 А начала отходить, до 16 июля ведя бои силами 174 сд в Полоцком УРе.

Несмотря на неудачи, Красная армия сражалась яростно. Об этом пишет историк Давид Гланц, цитируя немецкие донесения: 
Советские бойцы сражаются до последнего патрона, зачастую после того, как их обошли немецкие колонны бронетехники. Где возможно, советские части пробивались к своим, перевооружались и снова дрались. 
Итак, контрудар Красной армии на севере не удался. Немцы продолжали наступать севернее Смоленска.
Тимошенко вечером 14 июля писал в ответе в Ставку, анализируя неудачи: "Положение весьма сложное. Противник вводиться в прорыв крупные механизированные соединения. Немцы нацеливаются на Смоленск. Но наши войска контратакуют везде, где это возможно. Однако они неустойчивы вследствие длительных отходов, упорных боев, укомплектования их наспех, больших потерь вооружения. Имели место случаи бегства частей от воздействия авиации и танков противника. Прибытие же новых соединений замедленно и дезорганизовано железными дорогами. В головных эшелонах прибывают тыловые части, а боевые задерживаются. В результате фронт не имеет резервов. Вынужден спешно вводить на передовую части, плохо подготовленные. Много дивизий состоит из разных частей. Танковые соединения не имеют материальной части. И превратились в слабо оснащенную пехоту".

###### Успех 21 А на южном фланге: взяты Жлобин и Рогачев
На юге Западного фронта Красная армия наступала успешней. 21 А Федора Кузнецова провела эффективные контрудары против правого фланга 2-й тг Гудериана. Её части преодолели Днепр и создали угрозу немецким коммуникациям в Бобруйске.
Ещё с начала июля части 21 А заняли оборону у в Рогачёва, Жлобина и Ст. Быхова и успешно держали её силами восьми дивизий. Вермахт 3-10 июля постоянно пытался переправиться через р. Днепр — в составе двух танковых и одной моторизованной дивизий при участии авиации и артиллерии.

Части 21 А успешно контратаковали позиции 2-й тг — особенно жаркие бои развернулись на жлобинско-рогачевском направлении. Сопротивление 21 А не давало немецким танковым и моторизованным частям закрепиться на восточном берегу Днепра. Так, командарм ГА «Центр» Федор фон Бок записывает про события 8 июля: 

Утром как гром среди ясного неба сообщили, что тг Гудериана пришлось снова сдать рогачевский плацдарм на Днепре! 

А теперь 21 А требовалось наступать. 11 июля маршал Тимошенко приказывает Кузнецову: 
Связать действия противника, заставить его бояться возможных наших ударов. Выслать подвижные отряды с саперами, орудиями ПТО, командами истребителей танков для действий на Зборов, Чигиринка, Городище, Жлобин, Паричи, Бобруйск. 
Фактически, от 21 армии требовали партизанских действий: уничтожать танки и тылы противника (транспорт, связь, рации, склады), разрушать пути подвоза, устраивать минные ловушки.
Отрядам в р-нах Зборов и Городище предстояло «нарушить работу шоссе Бобруйск-Могилев, сорвать переправу в р-не ст. Быхов». Частям в р-не Бобруйска — «дезорганизовать тылы и снабжение жлобинской группы пр-ка, взорвать мосты у Бобруйска, уничтожить самолёты на аэродромах». Словом, всячески портить немцу жизнь в его тылу.
В наступление 21 А перешла 13 июля. Поддерживали наступление 151 сд, 50 тд, 219-я мотострелковая дивизия.
Наступление 21 А осложняло:
- на перегруппировку и подтягивание частей отводились только сутки
- корпуса 21 А занимали оборону на широком фронте
- западный берег р. Днепр занимал противник, что в тактическом отношении невыгодно для наступающих
- армия не имела инженерных частей и переправочного имущества. Переправляться через Днепр пришлось на подручных средствах.

Переправы осуществляли при поддержке бронекатеров Пинской военной флотилии. 13 июля успешно форсировал Днепр 63-й стрелковый корпус комкора Л. Г. Петровского. Корпус на 8-10 км вклинился в оборону немецких 52 сд и 255 сд 53-го пехотного корпуса, захватил Рогачев и Жлобин и оттеснил немцев на запад, продолжив наступление на Бобруйск (см. Бобруйское сражение).
Соседу Петровского (67 ск полковника Филиппа Жмаченко) повезло меньше — он сражался не с пехотой, а с правым крылом моторизованного войска Гудериана к югу от Быхова. В результате тщетными оказались атаки — несмотря на поддержку 300 танков 25-го мехкорпуса Семена Кривошеина из 219-я механизированной и 50-я танковой дивизий.
Ещё южнее 66-й ск генерал-майора Федора Рубцова форсировал Днепр между г. Речица и Лоев, атаковал части 12 армейского корпуса 2-й армии вермахта. И, действуя в глубоком тылу немцев, начал двигаться на северо-запад, на Бобруйск.
Дальше других на запад — до 80 км — продвинулась 232-я сд Семена Недвигина. Дивизия заняла переправы через Березину и Птичь. И к 16 июля оказалась в 25 км южнее Бобруйска.
В результате успешных боев 21 А освободила Паричи, Кнышевичи, Моисеевку. Немецкие части были отброшены на 20 км.
Причины успешного контрнаступления 21 А:
- Внезапность. Немецкое командование не придало значения скоплению войск противника в р-не Гомеля. И 11-12 июля убрало войска с рогачёвско- жлобинского направления, повернув их на Могилев, где начались бои. Перед фронтом советской 21 А осталась 1-я кавдивизия.
- Медлительность немецкой пехоты Основные танковые и моторизованные дивизии немецкой 2-й тг сражались далеко на востоке. А армейские (пехотные) корпуса немцев только подходили к днепровскому рубежу.

Немцев беспокоила активность русских на южном фланге их ГА «Центр». Об этом говорит американский историк Давид Гланц в труде «Крах плана „Барбаросса“»: 
Фон Бока беспокоила непрерывная наступательная активность советской 21 А в р-нах Рогачёва, Жлобина и Бобруйска. Она замедляла процесс смены частей Гудериана в Могилёве войсками Вейхса и угрожала коммуникациям группы армий на юге. 
Во 2й половине июля против 21 А немцы выдвинули части из несколько армейских корпусов: 12 ак, 35 ак, 43 ак, 53 ак.
Дивизию Недвигина остановили силами 112-й пд. Петровского — силами 52 и 255 пд из резерва Главного командования. Через неделю Жлобин и Рогачев вновь занял враг.
Перейдя к обороне, советские корпуса приступили к инженерному оборудованию занятых рубежей. Рыли танковые ловушки и окопы полного профиля. Устраивали завалы, расставляли противотанковые мины и малозаметные препятствия. Вели интенсивную боевую подготовку в подразделениях.
Ещё месяц 21 А вела тяжелые оборонительные бои на линии Бобруйск-Мозырь, отбивая атаки танков и пехоты врага. Однако соседние армии под ударами противника отходили на восток, создавая угрозу окружения 21 А.
Поэтому войска 21 А тоже начали отход на юг. Противник перехватил пути её отхода, 21 А пришлось вести тяжелые бои в р-не Прилуки-Пирятин, затем у Ахтырки.
Результат наступления 21 А
Контрудары 21 А настолько серьёзно угрожали правому крылу Гудериана, что командующий га «Центр» фон Бок выделил свой резервный 43 армейский корпус (131 пд и 134 пд). Чем лишил 4-ю танковую армию поддержки пехоты, в которой та остро нуждалась для боев под Смоленском.
Нехватка пехоты, в свою очередь, втянула танковые дивизии Гота и Гудериана в лобовые столкновения с противником. Это лишило их преимущества манёвра и серьёзно подорвало боевую мощь.
Хотя эти танковые войска и вытеснили противника из р-на Смоленска в августе, но растрата сил оказалась критической — это показали последствия во время кульминационных боев на московском направлении в октябре и ноябре 1941 г.
Итоги первого этапа
С первых дней наступления немцы достигли серьёзных успехов. Всего за неделю Вермахт вышел к Смоленску, что и было целью наступления.
- 16 июля немецкий 57-й мк захватил Невель.
- Советскую 22 А рассекли на две части, она оказалась в полуокружении. 15 июля она оставила Полоцк под угрозой полного окружения (см. Оборона Полоцка 1941).
- У Витебска немецкий 39-й мк разгромил 220-ю мд и 25-й ск.
- 19 июля немцы заняли Великие Луки.

- 13 июля немцы заняли Оршу.
- 13 июля взяли Велиж и Демидов.
- 14 июля противник обошёл Могилёв двумя клиньями и захватил Чаусы. В р-не Могилёва попали в окружение 6 стрелковых дивизий 13-й армии Федора Ремезова.
- 15 июля вечером 39-й мотокорпус захватил Ярцево в 50 км к северо-востоку от Смоленска. Здесь проходила автострада и железная дорога на Москву. Немцы заблокировали их.
- Под Духовщиной разгромили управление 25-го ск 19-й А. Пропал без вести (попал в плен) комкор генерал Сергей Честохвалов.
- 15 июля ночью 29 мд из группы Гудериана ворвалась в Смоленск, где завязались упорные бои с защитниками города. Они длились две недели — см. Оборона Смоленска (1941).
- 17 июля начался штурм Могилёва. Ставка приказала сражаться за город до последнего. Начались уличные бои.
- 19 июля 10 тд противника двинулась к юго-востоку от Смоленска и заняла Ельню.
- В окружении у Смоленска оказались 20 дивизий РККА из трех армии (16, 19 и 20)[17]

Выводы немцев по итогам 1-го этапа Смоленского сражения:
план Барбаросса работает
- советский Западный фронт не в состоянии оказывать серьёзное сопротивление;
- ГА «Центр» способна вести дальнейшее наступление на Москву одними пехотными дивизиями.

Гальдер пишет:

«Разгромлены главные силы русской армии перед Западной Двиной и Днепром. Восточнее мы встретим сопротивление лишь отдельных групп, которые не помешают наступлению». 
19 июля Главное командование вермахта (ОКВ) издает директиву № 33 о дальнейшем ведении войны на Востоке, а 23 июля — дополнение к ней, где разгром советских войск между Смоленском и Москвой и овладение Москвой возлагались на 2 А и 9 А.
С 16 июля в район боёв подходят пехотные соединения ГА «Центр» — им предстояло закрепить успех танковых групп.
23 июля Гитлер в беседе с главкомом сухопутными войсками Браухичем и начальником Генштаба Гальдером пояснил:

После боёв у Смоленска 2-я и 3-я тг разойдутся вправо и влево. И окажут поддержку войскам ГА «Юг» и «Север». ГА «Центр» должна вести наступление на Москву силами одних пехотных дивизий.

Это решение свидетельствовало — верховное командование вермахта по-прежнему полно оптимизма и верит в успешное выполнение плана «Барбаросса».
И все же немцы отмечают у себя «упадок духа», вызванный ожесточенным сопротивлением русских. 
Историк Дэвид Гланц пишет:  
"Победы бронированных кулаков Гота и Гудериана ни в коем случае не компенсировали шок, возникший в штабе группы армий и даже в самом Берлине, по поводу появления пяти свежих советских армий на восточных берегах Западной Двины и Днепра. Стало ясно - для выполнения задач "Барбаросса" потребуется намного больше яростных сражений. А агрессивная реакция армий Тимошенко на форсирование этих рек стала неожиданностью для немцев. Каким бы неуклюжим не оказалось контрнаступление русских, оно произвело впечатление и на немецкое командование, и на солдат". 
 

Тот же Гальдер записывает 20 июля в дневник: 
Ожесточенность боев, которые ведут наши подвижные соединения, несвоевременное прибытие на фронт пехоты, медленно подтягивающейся с запада, скованность движения плохими дорогами, большая усталость войск, непрерывно совершающих длительные марши и ведущих упорные кровопролитные бои. Все это вызвало упадок духа у наших руководящих инстанций.

Между тем оснований для пессимизма нет. Сначала дождемся окончания крупных операций. Тогда дадим сражению оценку.

## 21 июля-3 августа: контрудар РККА
В результате наступления вермахта на Смоленск в котле оказались три армии РККА второго эшелона. Крупные силы Западного фронта попали в окружение западнее, севернее и восточнее Смоленска: 16 А (Михаил Лукин), 19 А (Иван Конев) и 20 А (Павел Курочкин).
Связь с ними поддерживали по единственной понтонной переправе через Днепр в р-не с. Соловьёво (15 км южнее Ярцево). Её оборонял сводный отряд под командованием полковника Александра Лизюкова. Переправу противник простреливал артогнём и подвергал ударам авиации.

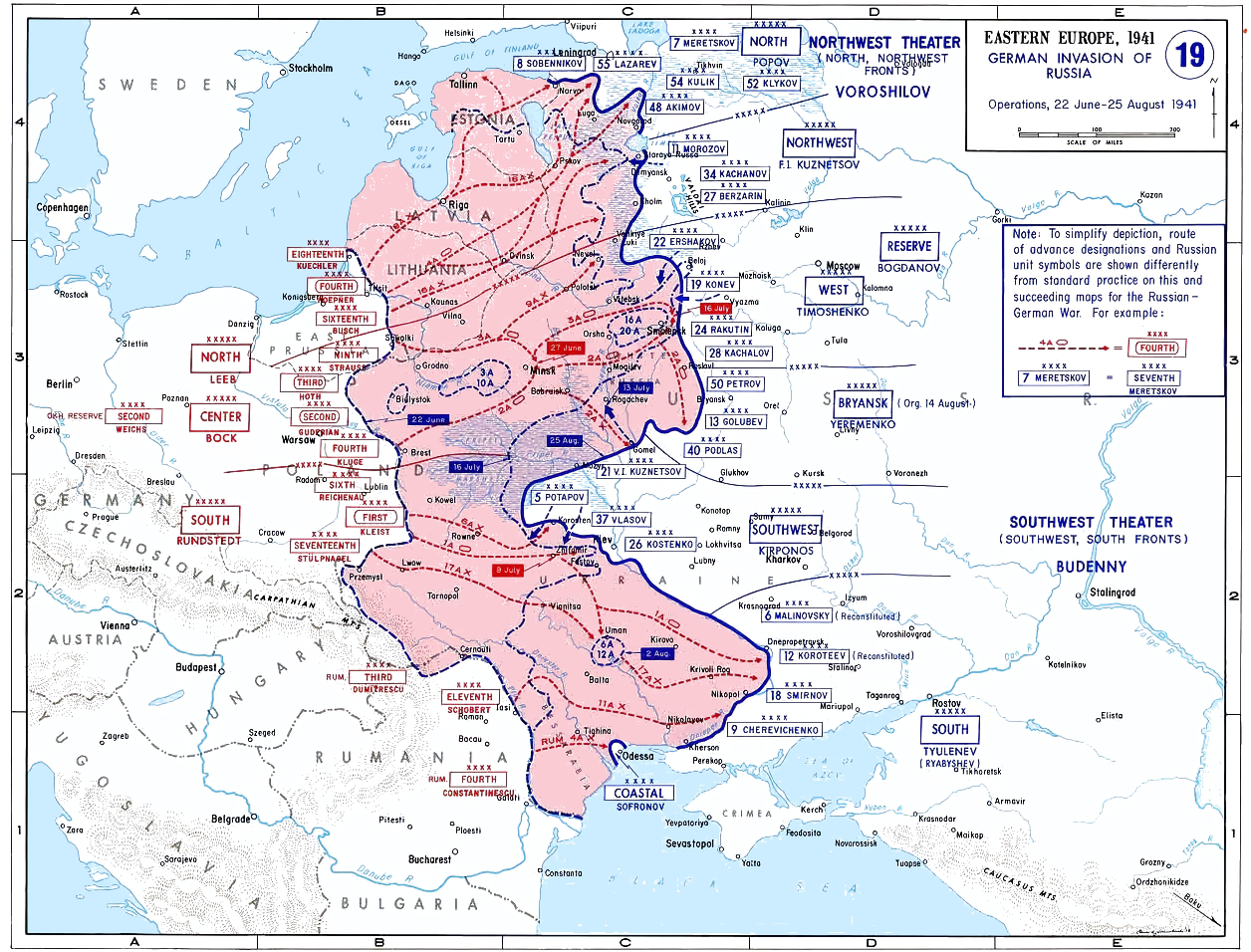
Июль-сентябрь 1941

Советскую 13 А (Федор Ремезов) противник расчленил надвое: одна часть оказалась в окружении у Могилёва (см. Оборона Могилёва), а другую окружили на кричевском направлении. Она с тяжёлыми боями прорвалась за реку Сож, где и закрепилась.
К середине июля на правом крыле и в центре Западного фронта противник добился крупных успехов. Осознавая критичность ситуации, Ставка стремилась остановить его дальнейшее продвижение и ликвидировать наиболее опасные вклинения.
Западный фронт всемерно усиливали, в его тылу развертывали Фронт резервных армий (генерал-лейтенант Иван Богданов) — из 24, 28, 29, 30, 31 и 32 армий. Они получили задачу подготовить оборону на рубеже Старая Русса-Брянск.
А на дальних подступах к Москве 18 июля образовали ещё один эшелон − Можайский фронт обороны
И уже во второй половине июля появились тревожные для вермахта симптомы. После занятия Невеля немецкие войска 19 июля заняли Великие Луки. Однако уже 21 июля их выбили из города. В эти же дни часть окружённой советской 22-й армии вырвалась из котла.
22 июля начальник Генштаба Гальдер сделал запись про северный фланг ГА «Центр»:
После того как нам не удалось окружить противника у Невеля и пришлось оставить Великие Луки, шансы на крупный успех операции, которая привела бы к подавляющему превосходству на нашей стороне, значительно уменьшились…

#### Опергруппы
Расценив достигнутые результаты как несомненный успех, Ставка Главного Командования, наряду с решением проблемы увеличения глубины обороны, решила перейти к широкомасштабным наступательным действиям.
20 июля Сталин поставил задачи главкому Западного направления Тимошенко:
- создать ударные группы — за счет Фронта резервных армий
- их силами овладеть р-ном Смоленска
- отбросить противника за Оршу

Требовалось нанести три одновременных удара из р-нов южнее Белого, Ярцева и Рославля на Смоленск — и разгромить немцев севернее и южнее города.
Для наступления создали опергруппы под командованием генералов Качалова, Хоменко, Калинина, Масленникова и Рокоссовского. Каждой группе предстояло наносить удар на самостоятельном направлении, ведя наступление в полосе шириной 30-50 км. И это был минус операции.
Был и более значимый минус: противник не собирался стоять и ждать нападения. Наступательные возможности ГА «Центр» не исчерпались, и она готовилась продолжать активные действия. Вермахт сосредоточил части у Ярцева и восточнее Смоленска. И намеревался завершить окружение и уничтожить советские 20 А и 16 А на вяземском направлении.
Деблокировать окружённые части 20-й и 16-й армий и предстояло пяти оперативным группам, образованным из состава новых армий Резервного фронта: 24, 28, 29 и 30.
Советские войска наносили концентрические удары в направлении на Смоленска:
- опергруппа Ивана Масленникова (3 стрелковые дивизии) наступала на Велиж
- опергруппы Василия Хоменко (3 стрелковые и 2 кавалерийские дивизии) и Степана Калинина (3 стрелковые дивизии) наступали с северо-востока
- опергруппа Рокоссовского (2 стрелковые и танковая дивизия) наступала с востока
- опергруппа Владимира Качалова (2 стрелковые и танковая дивизия) — с юго-востока, со стороны Рославля.

Руководил опергруппами генерал-лейтенант Ерёменко, с 19 июля командовавший Западным фронтом. С воздуха контрнаступление опергрупп обеспечивала авиация ЗФ из 276 самолётов: 189 бомбардировщиков и 87 истребителей.
Одновременно на юге 21 А возобновила наступление на бобруйско-быховскую группировку противника, чтобы восстановить связь с осаждённым Могилёвом (см. Бобруйское сражение 1941). Три кавдивизии 21 А направили в тылы могилёвско-смоленской группировки противника.
А 13-я армия должна была продолжить атаки на Кричев и Пропойск (Славгород).

Вермахт ожидал наступления РККА. Имея ввиду крупную советскую группировку у Гомеля и Рославля, 23 июля Гальдер записал:

На Смоленской дуге в ближайшее время следует ожидать нажима со стороны противника с юго-востока и северо-востока

И был прав: 22-23 июля опергруппа Качалова нанесла удар из р-на Рославля. Её назначили «сковывающей действия противника» и поставили цель — оттянуть на себя силы врага. Остальные группы должны были начать наступление 24 июля и разгромить врага в районе Смоленска. Однако их удары не принесли желаемого результата.
Наступала опергруппа Качалова под непрерывными ударами немецкой авиации. Несмотря на это группа за два дня отбросила противника за р. Стометь.

Враг счёл группу Качалова большой угрозой и экстренно направил против неё дополнительные силы. Противник превосходил группу Качалова вчетверо. Вспоминал командир 9 ак генерал пехоты Герман Гейер: 
24 июля пришли ошеломляющие известия: мы будем подчинены 2 тг. Она в очень опасном положении, и мы должны немедленно ей помочь
26 июля наступлению группы Качалова противодействовали силы 17 и 18 тд, 29 мд, 263 и 292 пд. Несмотря на значительное превосходство, Гудериан обеспокоенно констатировал: 
в последние дни в районе Рославля создалась критическая обстановка, понесены большие потери
Опергруппа Качалова пыталась развить успех вдоль шоссе на Смоленск. Но два армейских и один моторизованный корпус вышли в тыл и окружили её. На исходе 4 августа начштаба генерал-майор Егоров доложил в штаб ЗФ:
Ведем бой с превосходящими силами в окружении. Войска пробиваются на в юго-восток, имеют массовые потери, боеспособны. Прошу помочь авиацией, главным образом истребителями. 
Многие части опергруппы Качалова ценой больших потерь вырвались из окружения. При прорыве из окружения погиб генерал-лейтенант Качалов, генерал-майор Егоров и многие другие генералы, офицеры и бойцы. Тяжелораненый командир 104 тд полковник Василий Бурков руководил дивизией до выхода к своим, выведя и штаб опергруппы, много красноармейцев и техники стрелковых дивизий.
Наступление опергруппы Хоменко с рубежа р. Вопь началось 25 июля. В первый день лишь одна стрелковая дивизия продвинулась на 3-4 км, остальные даже не смогли прорвать передний край вражеской обороны. Две кавалерийские дивизии, совершавшие рейд на Демидов и Холм, попали под встречный удар и отошли. Возобновив наступление в последующие дни, соединения группы все-таки продвинулись на 20-25 км. Однако полностью задачу, поставленную командованием, не выполнили.
Не получило развития и наступление опергруппы Калинина, наносившая удар на Духовщину. Все дивизии группы ввели в сражение разновременно на разобщенных направлениях. Часть их сил попала в окружение.
Опергруппа Рокоссовского вообще не приступила к выполнению задачи в установленное время, так как отражала на р. Вопь многочисленные атаки немецких войск, рвавшихся к Вязьме. Остановив их, опергруппа 28 июля нанесла контрудар — и обеспечила выход из окружения 16-й и 20-й армиям.

#### Результаты второго этапа
Хотя командование ЗФ не обеспечило одновременное действие всех групп, хотя группы оказались недостаточно мощными и не достигли цели, действия оказались очень полезны:
- активными наступательными действиями лишили врага свободы манёвра
- помогли 20 А и 16 А избежать окружения и отойти главными силами за Днепр
- стабилизировали положение в полосах 22 А и Центрального фронта

Тимошенко оценивал действия опергрупп позитивно: 
… боями этих дней мы совершенно расстроили наступление противника. 7-8 действующих против нас танковых и мотодивизий и 2-3 пехотные с огромными потерями лишены возможности наступать на десятки дней.
Ход сражения за Смоленск переломил подход немецких пехотных дивизий из-под Минска. 26 июля после ожесточённых боёв советские войска оставили Могилёв (см. Оборона Могилёва). 28 июля последние советские войска оставили город (Оборона Смоленска 1941)).
4-5 августа остатки советских войск вышли из окружения.

Без поддержки пехоты немецкие моторизованные части понесли в боях с Красной Армией немалые потери — на это указывает историк Дэвид Гланц в труде «Крах плана Барбаросса»: 
Большинство потерь немецкие танковые и моторизованные дивизии понесли в к. июля-нач. августа в ходе операций на внешнем кольце окружения района Смоленска. На 28 августа танковые дивизии 2-й и 3-й танковых групп имели 45 % штатной численности танков, а 7-я танковая дивизия — 25 %.
Гальдер тоже сетует на большие потери в дневнике. 2 августа он записывает: «ГА „Центр“ потеряла 74,5 тыс. человек», считая с 22 июня.
Всего же за два месяца боев с Красной армией немцы потеряли 441 тыс. человек (94 тыс. убитыми, 325 тыс. ранеными, 21 тыс. пропавшими без вести).
Дэвид Гланц так оценивает скорость потерь немецкой армии: 
Иными словами, каждые два дня немцы теряли на Восточном фронте по одной полностью укомплектованной пехотной дивизии. Если бы такие потери продолжились без пополнений, численность немецких войск в СССР свелась бы к нулю за 9,5 месяцев. На такие потери не рассчитывали, их не предвидели, не проработали меры их возмещения, что вылилось в кризис людских ресурсов. 

## Положение на конец июля
Советское и немецкое командование оценивали положение по-разному.

#### Версия советского командования
Советские контрудары сковали немецкие войска, которые лишились свободы манёвра. Действия 21 и 13 армий на южном фланге Западного фронта сковали весь 24-й моторизованный корпус (треть 2-й танковой группы) и 15 дивизий 2-й полевой армии.
Несмотря на успех немецких войск, их измотали непрерывные бои. 30 июля ГА «Центр» приказали перейти к обороне. Им требовалось пополнение. Нужно было ликвидировать угрозу флангам и тылу, убрать нависающие советские войска с севера и юга. Без этого наступление ГА «Центр» на Москву оказалось невозможным.
Эта версия подтверждается тем, что немецкое командование отказалось от ранее принятого плана наступления на Москву полевыми армиями.

#### Версия немецкого командования
К концу июля войска ГА Центр заняли Ярцево, Смоленск и Ельню. С 10 июля в боях за Полоцк, Витебск, Смоленск и Могилёв взяли 300 тыс. пленных, захватили 3 тыс. танков и столько же орудий.
ГА Север и Юг продвигались не столь быстро. Поэтому им передали танки ГА Центр — а наступать на Москву продолжили пехотой. 19 июля Гитлер издал директиву № 33, где предписывал передать ТГ Гота в распоряжение ГА Север, а ТГ Гудериана — в ГА Юг.
Наступать же на Москву предписывалось пехотными соединениями. Именно это решение, по мнению немецких военачальников, привело к задержке наступления на Москву и, в конечном итоге, — к провалу плана «Барбаросса».
Командующий 3-й танковой группы Герман Гот позднее писал:

Это было полным отречением от первоначального плана — мощными силами, сосредоточенными в центре, пробиться через Смоленск на Москву. «Мощные силы» центра, состоявшие из двух танковых групп и трёх полевых армий, сократились до одной полевой армии. Обе же танковые группы — основная ударная сила — были переброшены одна направо, другая налево. Совершенно очевидно, что подобное обстоятельство противоречило принципу — наступать там, где противник более всего ослаблен, то есть <…>, между Смоленском и Великими Луками в направлении на Ржев.

## 1-21 августа: Бои на Смоленской дуге
В конце июля 1941 года командование ГА «Центр», перейдя к обороне на центральном участке фронта, обратило внимание на фланги.
На северном фланге готовились наступать у Великих Лук. Однако наступление, предпринятое 2 августа левым флангом 9 А, закончилось провалом.
Успешнее противник наступал на южном фланге.

### Разгром советскогоЦентрального фронта
28 июля немецкое командование сформировало Армейскую группу Гудериана в составе 24-й мотокорпус, 7-й и 9-й армейский корпуса (2 танковые, 1 моторизованная и 7 пехотных дивизий) для действий в районе Рославля. Противнику противостояла 28-я армия из состава Западного фронта.
На правом (южном) фланге группы армий «Центр» действовала 2-я армия (генерал-полковник М. фон Вейхс): 13-й, 12-й, 53-й, 43-й и 35-й армейские корпуса (14 пехотных дивизий и 1 кавдивизия). Ей противостоял советский Центральный фронт (13-я, 21-я и 3-я армии; 19 стрелковых, 2 танковые, 1 мотострелковая и 5 кавалерийских дивизий, 2 воздушно-десантные бригады), на 1 августа в его составе имелось 258 345 человек, 179 танков (15 танков в 13-й армии, 142 танка — в 21-й и 22 танка — в 3-й), 1337 орудий (896 пушек и 441 гаубиц) и 502 миномёта.
В результате серии последовательных наступательных операций вермахта 28-я армия и Центральный фронт были разгромлены:
- 1 августа Армейская группа Гудериана начала наступление на Рославль, окружив и разгромив оперативную группу советской 28-й армии (2 стрелковые и 1 танковая дивизия), 3 августа немецкие войска заняли Рославль. 4 августа в бою погиб командарм генерал-лейтенант В. Я. Качалов, 6 августа — начштаба генерал-майор П. Г. Егоров. 6 августа немецкое командование объявили о пленении 38 тысяч советских военнослужащих, захвате 250 танков и 359 орудий.
- 5 августа в Полесье началось наступление немецкого 43-го армейского корпуса (2 пехотные дивизии) в районе Паричи, который оттеснил советский 66-й стрелковый корпус к югу, открыв себе путь к Днепру.
- 9 августа Армейская группа Гудериана начала новое наступление против советской 13-й армии, что привело к разгрому советского 45-го корпуса в районе Кричев—Милославичи (11 августа командир корпуса генерал-майор Э. Я. Магон погиб), и продолжил наступление на Мглин (захвачен 16 августа), Унечу и Стародуб (захвачен 18 августа).
- 10 августа 43-й армейский корпус атаковал советские войска на Стрешин южнее Жлобина и вышел к Днепру на этом участке.
- 12 августа началось наступление немецких 12-го и 13-го армейских корпусов (6 пехотных дивизий) с 1-й кавдивизией в междуречье рек Сож и Днепр, а также продолжилось наступление 43-го корпуса (2 пехотные дивизии) через Днепр во фланг советским войскам, скованным с фронта 53-м армейским корпусом (4 пехотные дивизии). К 14 августа 5 стрелковых дивизий 63-го и 67-го стрелковых корпусов были окружены восточнее Жлобина. 17 августа в арьергардном бою у Скепня (20 км восточнее Жлобина) погибли командир 63-го корпуса генерал-лейтенант Л. Г. Петровский (13 августа назначен командующим 21-й армией, но не вступил в должность) и начальник артиллерии корпуса генерал-майор А. Ф. Казаков; начштаба 63-го стрелкового корпуса полковник А. Л. Фейгин 18 августа попал в плен. В результате боев в районе Жлобина, Рогачёва и Гомеля немцы захватили 78 тысяч пленных, 144 танков и более 700 орудий. Продолжив продвижение, части немецкой 2-й армии 19 августа взяли Гомель (см. Гомельская оборонительная операция).
- 18 августа в Полесье началось наступление 35-го армейского корпуса (2 пехотные дивизии) на Мозырь. 22 августа советская 3-я армия оставила Мозырь и отошла за Днепр.

В результате разгрома советского Центрального фронта войска правого фланга группы армий «Центр» (2-я армия и 2-я танковая группа Гудериана) нависли с севера над советским Юго-Западным фронтом (см. далее Киевская стратегическая оборонительная операция). 26 августа Центральный фронт был расформирован, его 21-я и 3-я армия подчинены Брянскому фронту.

### Наступление РККА на Духовщину
В Ставке справедливо полагали: после неудачного удара противника в центре следует ждать его активных действий на флангах. Исходя из этого ставили задачи:
- удерживать великолукский и гомельский выступы
- сохранять нависающее положение над ГА «Центр» с севера и юга
- разгромить её важнейшие группировки — духовщинскую и ельнинскую

По сути, это была вторая попытка перехватить инициативу на западном направлении.
Ставка ВГК (именовалась так с 8 августа) вскрыла намерения немецкого командования — окружить 3 А и 21 А и выйти в тыл ЮЗФ. И обойти группировку советских войск на киевском направлении. В противодействие создали Брянский фронт под командованием Еременко — между Центральным и Резервным фронтами. Его задачи:
- не допустить окружения киевской группировки
- отразить возможные удары врага на Брянск
- предотвратить в последующем его наступление на Москву.

Атаки немцев на фланги не повлияли на решение советского командования атаковать самим. В соответствии с приказом маршала Тимошенко от 4 августа предстояло:
…прочно удерживая левым крылом рубеж реки Днепр и отражая атаки противника на правом крыле, центром разгромить и уничтожить его духовщинскую группировку 
В центре наступали 30 А Хоменко и 19 А Конева. Они 8 августа возобновили атаки на Духовщину. Наступающие успешно преодолели сопротивление немцев на переднем крае обороны. Несколько дней они развивали успех, но выйти на оперативную глубину не могли.
Главком внес коррективы в план операции: теперь планировалось выйти на рубеж Старина-Духовщина-Ярцево. Собрали две ударные группы. Южная Конева состояла из пяти сд 19 А. Северная Хоменко включала четыре сд, одну тд, одну кавдивизию 30 А. После предполагаемого овладения Духовщиной обе группы должны были наступать на Смоленск, чтобы там соединиться с силами Резервного фронта (24 А и часть 43 А), которые должны были прорываться с юго-востока.
Группу Конева усилили 101-й тд и 64-й сд из состава 16 А. Придали группе 43-ю авиадивизию, два артполка, три артдивизиона и две батареи Катюш. Группе Хоменко из резервов ЗФ придали «ударный кулак»: 107-ю тд и 45-ю кавдивизию предполагалось использовать как передовой пробивной отряд.
Помочь 30 А и 19 А должны были удары с севера двух дивизий 29 А — на Ильинскую группировку. И глубокий рейд в немецкий тыл на Велиж кавалерийской группы полковника Доватора (50-я кавдивизия Плиева и 53- кавдивизия Мельника). Содействие атакующим предстояло оказывать и частям 20 А, недавно вырвавшимся из Смоленского котла. Предполагалось, что вчерашние окруженцы в центре будут отвлекать врага от главных ударов диверсионными вылазками.
Бои вдоль реки Вопь
15 и 16 августа обе группы провели местные отвлекающие удары — для заблуждения противника.
17 августа начали атаки ударные группы, форсировав р. Вопь. В первый день наступления 19 А удалось прорвать тактическую оборону немцев на всем своем участке. 91-я сд Лебеденко и 50-я сд Борейко пробили брешь в обороне немецкой 161-й пд. За ними двинулись остальные дивизии Конева. Немцы беспорядочно отступали к р. Царевич.
У 30 А успехи оказались скромнее — Хоменко позднее перешёл в наступление, делал это постепенно и без 244-й дивизии. Противник успел подготовиться к атакам. Исключением стал участок 107-й тд — здесь прорвали оборону немецкой 106-й пд и продвинулись на 4 км вглубь, захватив укрепленный пункт немцев в дер. Карпово.
18 августа 19 А преследовала отступающего врага, захватывала трофеи и достигла к вечеру рек Лойня и Царевич. И даже форсировала р. Царевич силами 101-й тд и 64-й сд.
А вот 30 А так и не дождалась подкрепления, наступление которого так требовалось для закрепления успеха 107-й тд под Карпово. Но 244-й сд, которую спешно подвезли на грузовиках, из-за дождей расположили на 10 км дальше от нужного места.
Плюс, Тимошенко и Конев готовились к контрудару противника, который по опыту прошлых дней, скорее всего, привел бы к успеху.
19 августа в ожидании контрудара 19 А Конева укрепляет правый фланг, устраивая танковые засады, вкапывая танки. И продолжает преследовать врага. К вечеру её противник — 161-я сд Вилька — полностью разбита, от неё осталась четверть прежнего состава. Командующий ГА «Центр» фон Бок писал:
19.08: 161-я дивизия истекает кровью и находится на пределе возможностей.

20.08: Прорыв на фронте 161-й дивизии серьёзен. На подмогу вызваны последние резервы — 7-я тд и 14-я моторизованная дивизия.
Скромно продвигаются вперед 30 А и 29 А, последняя наступая с севера, нацеливалась на немецкий укрепрайон в с. Ильино. Успехи у них начались, когда к атакам присоединилась группа Доватора, действующая на стыке этих армий. Кавалеристы «уничтожили 2000 человек пехоты, разгромили штаб 4-го пп, враг в панике отступил» (из донесения Доватора). Как результат — 29 А оттеснила левое крыло 9 А южнее Западной Двины к с. Ильино. В то же время 30 А, к которой, наконец, присоединилась 244-я сд, теснила 9 А на юго-запад вдоль дороги на Духовщину.

Противник решает предпринять контрудар. Но ситуация для немцев осложнена дефицитом подвижных частей у 9 А: танки 3-й тг отправлены на север — атаковать правый фланг ЗФ у Великих Лук. Так об этом пишет историк Давид Гланц: 
Правый фланг немецкой 9 А прорван, а центр и левый фланг испытывают интенсивное давление. Командующий 9 А Штраус обратился за помощью к командованию ГА «Центр». Ночью 19 августа судьбы 9 А зависели от скудных танковых резервов фон Бока — 7-й тд. 
20-21 августа немецкие танки ударяют по правому флангу 19 А. Ударная группа насчитывала 110 танков, мотопехоту и зенитную артиллерию. Но командир 7-й тд Функ не догадывался, что его удар нацелен в самый центр противотанковой обороны Конева.

Начались ожесточенные двухдневные бои. «Немецкие части очутились в смертельном лабиринте зарытых танков, траншей, насыщенных пехотой, и противотанковых укрепленных позиций, и попали под интенсивный артиллерийско-минометный огонь», — описывает Гланц. 21 августа фон Бок записывает в дневнике: 
7-я тд безуспешно атакует в секторе многострадальной 161-й сд. 7-я тд основательно увязла там в боях, потеряв много танков. 
Однако контратаки Функа и 14-й мотодивизии значительно ослабили наступательную мощь 19 А, а в дальнейшем помешали Коневу развить успех. В то же время 30 А и 29 так и не сумели добиться глубокого прорыва на своих участках. Более того, безуспешно атакуя укрепленные точки у Ильино, 29 А несла большие потери: так, только за один день армия потеряла 1000 солдат.
И встречные боевые действия Резервного фронта на ельнинском выступе не увенчались успехом. Только 21 августа безуспешные атаки по ликвидации ельнинского выступа прекратились.
Но самым неприятным для Тимошенко в двадцатых числах августа стала немецкая танковая атака у Великих Лук — на правый фланг ЗФ.
Итоги 3-го этапа

В целом, для немцев бои на реке Вопь не прошли даром. Тот же Гланц перечисляет:
Победа стоила немцам беспрецедентных потерь. В результате наступления 19 А Конева на рубеже р. Вопь численность немецкой 161-й пд сократилась вдесятеро, понесли огромные потери 28-я пд и 5-я пд. Впервые за всю войну был сорван крупный контрудар — 7-я тд не устояла под натиском русских. Атаки 30 А Хоменко, несмотря на неразбериху, сумели нанести урон 106-й пд. Удары 29 А Масленникова вдоль Западной Двины хотя и были медленными, но возымели разгромный эффект — в результате сильно пострадали части 26-й пд и 6-й пд. Яростными, хотя и безрезультатными стали атаки 24 А у Ельни, изрядно потрепавшей мотодивизию СС «Рейх», XX ак, 15 пд, 268 пд, 292-ю пд, 263-ю пд и 137-ю пд. 
На Западном фронте в ходе упорной борьбы сохранялось равновесие. Целей не достигла ни та, ни другая стороны. В обороне Центрального фронта к концу августа немцы пробили брешь, 22 августа левофланговая 3 А оставила Мозырь.
Но сражения не были напрасны. В начале августа на северном фланге советские войска сорвали наступление 3-й тг в сторону Валдайской возвышенности. Прорвали окружение вокруг 20 А и 16 А, помогли их главным силам отойти за Днепр. Стабилизировалось положение в полосах 22 А и ЦФ. И главное — наступление на Москву затормозилось.

Перед командованием вермахта встал вопрос — как использовать имевшиеся силы. Ещё 12 августа дополнили директиву № 34 от 30 июля (где наступать предписывалось ГА Север и Юг, а ГА Центр — перейти к обороне). В дополнении отмечалось: 
Наступать на Москву лишь после полной ликвидации угрожающего положения на флангах и пополнения танковых групп.
И хотя советскому наступлению не удалось прорвать оборону противника, немецкое командование обеспокоилось судьбой плана Барбаросса. 11 августа начальник Генштаба Франц Гальдер записал в дневнике: 
Общая обстановка всё очевиднее и яснее показывает, что колосс-Россия, который сознательно готовился к войне, несмотря на все затруднения, свойственные странам с тоталитарным режимом, был нами недооценён. 

## 22 августа-10 сентября
В сложившейся обстановке Ставка планировала:
- нанести урон ГА Центр. Западному фронту — нанести поражение 9 А и выйти на рубеж Велиж-Демидов-Смоленск. Армиям Резервного фронта — 24 А и 43 А — покончить с ельнинской группировкой противника, овладеть Ельней. И нанося удары на Починок-Рославль, выйти на Долгие Нивы-Хиславичи-Петровичи.
- устранить угрозу выхода танков в тыл Юго-Западного фронта: разгромить 2-ю тг и 2 А, которые двигались на Конотоп и Гомель, предлагалось Брянскому фронту и его армиям: 50 А, 3 А, 13 А и 21 А[8].

#### Великие Луки: катастрофа на правом фланге ЗФ
21 августа начали наступать на юг 22 А Ершакова и 29 А Масленникова. Целью частей 22 А стал Велиж. Маршал Тимошенко предостерег Ершакова — полагаться придется на свои силы: «в настоящее время фронт не может поддержать армию артиллерией и авиацией». На 50 км восточнее наступала на Ильино армия Масленникова. По замыслу Тимошенко, две армии должны были оказать максимальное давление на левое крыло ГА «Центр», увязшее в лесах и озёрах псковщины.
Советское наступление оказалось для немцев полной неожиданностью. И после упорных боев к вечеру 21 августа противник оставил передовые позиции. Ершаков уже направлял в Москву оптимистичные донесения о продвижении — на отдельных участках они вклинились в немецкую оборону на 2-5 км.
Немцы тоже наступали. Причем советская разведка заметила приготовления к наступлению ещё 12 августа. К атаке готовилась т. н. группа Штумме из 9 А: две танковые дивизии (19- и 20-я) и семь пехотных дивизий. Их задачей было прорвать оборону 22 А, обойти Великие Луки с востока, окружить и разгромить 22 А, оттеснить 29 А на восток и захватить Торопец.

В 6.30 22 августа немцы нанесли массированный удар по правому флангу ЗФ. Американский историк Давид Гланц пишет: 
С этого момента наметилась новая гонка, смертельное состязание между тремя фронтами РККА, стремящимися нанести урон ГА «Центр», и группой Штумме, которая пыталась громить правый фланг ЗФ. 
Советская 22 А встретила немецкие танки на марше. Утром, едва ударная группа 22 А продолжила движение на юг, как натолкнулась на немецкие танковые клинья под прикрытием пикирующих бомбардировщиков «Штука». Группа Штумме почти не вступала в бой, просто обогнула советские части и рванула на север. К ночи передовые части немцев оказались глубоко в тылу 22 А, выйдя к мосту через р. Кунья западнее д. Ушица.
Немцы ударили, полуокружив 22 А. Красная армия попыталась восстановить положение — нанесла контрудар под основание немецкого вклинивания. Но успеха операция не принесла, и 22 А начала отходить на север, где котел не был замкнут, — об этом узнали из карты убитого немецкого офицера.
В ночь на 24 августа остатки армии — 15-20 тысяч человек — шли в коридоре между танками, наступавшими с востока, и пехотой, которая приближалась с запада. Колонны войск Ершакова, идущие по грунтовым дорогам, обстреливала артиллерия и пикирующие бомбардировщики.

О судьбе оставшегося войска пишет Дэвид Гланц:
Другая часть 22 А — около 25 тысяч человек — оставались в котлах к югу от города. Два последующих дня они или сражались насмерть, или сдавались в плен. 
25 августа противник захватил Великие Луки и завершил окружение 22 А. Только часть войск вышла из котла.
29 августа немцы захватили Торопец. Под Великими Луками немцы захватили 34 тысячи солдат и офицеров, 300 орудий. Так, половина 22 А была пленена, убита или ранена. Что при потере значительной части вооружений по сути означало её гибель.
Соседняя 29 А оказалась под угрозой обхода с фланга и оставила отвоеванный ранее рубеж. Дальнейшее движение немецких танков остановили только на р. Западная Двина.

Историк Дэвид Гланц пишет в труде «Крах плана Барбаросса»: 
К 28 августа правый фланг Западного фронта был разгромлен. Немцы — 20-я тд Штумпфа (57-й мотокорпус) и 19-я тд Кнобельсдорфа (40-й мотокорпус), вместе с 102 пд, 256 пд и 206-й пд — энергично продвигались на восток. Когда ликвидация 22 А в котлах завершилась, вслед за танками направились на север и северо-восток 253 пд, 251 пд и 86-я пд 23-го ак — для обороны удлинившегося левого фланга группы Штумме.

29 августа танки Штумпфа после непродолжительной атаки захватили Торопец. И на следующий день продолжили наступление на Андреаполь, расположенный на Западной Двине в 45 км к востоко-северо-востоку от Торопца. Южнее танки Кнобельсдорфа стабильно наступали в восточном направлении к городу Западная Двина в 25 км к востоку от Старой Торопы, по пути сбив потрепанные советские силы с оборонительных позиций к северу от Жижицкого озера. 

#### Брянский фронт: преградить дорогу на Киев
Брянскому фронту предстояло разгромить немецкую группировку (три моторизованных корпуса Гудериана и девять пехотных дивизий), наступавшую на юг — на Киев. Историк Давид Гланц так описывает задачу Брянского фронта: 
Заткнуть дыру между Центральным и Резервным фронтами и воспрепятствовать наступлению на юг силам Гудериана и Вейхса.
В ночь на 30 августа БФ требовалось перейти в наступление на Кричев, Пропойск. К 15 сентября выйти на фронт Петровичи-Щорс. Это означало бы крах правого фланга ГА «Центр». Однако попытки успеха не имели. Гланц объясняет это так: 
К этому времени немецкий 24-й мк твердо закрепился на достигнутых рубежах на полпути между Гомелем и Брянском, чем отсек силы Брянского фронта Еременко от сил Центрального фронта.
30 августа войска Брянского фронта перешли в наступление, началась Рославльско-Новозыбковская наступательная операция. В полосе шириной 300 км наносили пять ударов, каждый — силами 3-4 дивизий. Им удалось прорвать тактическую зону обороны врага на ряде направлений — но неглубоко: распыление сил не позволило развить успех в оперативную глубину. К тому же войска 3 А и 13 А понесли в предыдущих боях большие потери, были обескровлены. Самая же мощная 50 А, идущая на Рославль вместе с 43 А, действовала не против 2-й тг, а против пехотной 4 А, занявшей оборону.
В полосе Брянского фронта провели воздушную операцию: 460 самолётов ВВС Брянского и Резервного фронтов, 1-я резервная авиагруппа и Дальнебомбардировочная авиация. Руководил операцией замкомандующего ВВС генерал И. Ф. Петров. 29 августа-4 сентября ВВС совершили более 4000 самолёто-вылетов. Однако сухопутные войска не смогли в полной мере воспользоваться результатами воздушной операции.
31 августа на БФ ввели в бой опергруппу генерал-майора Ермакова. В многодневном танковом сражении под Трубчевском советские войска так и не вышли к коммуникациям 2-й тг. А после контрудара противника между Брянским и ЮЗ фронтами образовался разрыв шириной 50-60 км, в который устремились немецкие танки — с целью выйти в тыл советской киевской группировки.

#### Западный фронт атакует в центре
1 сентября начали наступать армии Западного фронта: 30 А, 19 А, 16 А и 20 А. Предполагалось, что к 8 сентября они овладеют рубежом Велиж-Демидов-Смоленск. Но для 18 советских дивизий — ослабленных, измотанных в боях и окружениях — разгромить 15 немецких дивизий, пополненных людьми и боевой техникой, было нереально.
Красная армия не сломила сопротивление противника и продвинулась лишь на несколько километров (см. Духовщинская операция, 1941). Уже первые атаки показали: прорвать подготовленную оборону немцев наличными силами и без надежного огневого поражения не удастся.

Безуспешные попытки продолжались до 10 сентября. Ставка распорядилась перейти к обороне, отметив:
длительное наступление войск фронта на хорошо окопавшегося противника ведет к большим потерям.

#### Резервный фронт освобождает Ельню
Важный этап Смоленского сражения — Ельнинская наступательная операция — провела 24 А Резервного фронта. Её цель — окружить вражескую группировку у Ельни и уничтожить по частям.
30 августа возобновили наступление две армии Резервного фронта: 24 А — на Ельню, 43 А — на Рославль. Ударные группы 24 А перешли в наступление в 7.00. К исходу 3 сентября они сузили горловину ельнинского выступа до 6-8 км.
Немецкие войска, находясь под угрозой окружения, начали отход. 5 сентября немецкий 20-й армейский корпус, оборонявшийся в ельнинском выступе, начал отход, 6 сентября советские войска заняли Ельню, а к исходу 8 сентября вышли на рубеж Новые Яковлевичи-Ново-Тишово-Кукуево. Однако дальше они продвинуться не смогли.
Переход к обороне войск Западного, Резервного и Брянского фронтов 10 сентября завершил огромное по размаху и напряжению Смоленское сражение.

#### Дальнейшие события на южном фланге
Тем временем 2-я танковая группа, отразив советские атаки, продолжила наступать во фланг и тыл ЮЗФ. К 10 сентября её войска форсировали Десну, вышли на оперативный простор. А уже 15 сентября соединились с 1-й тг у Лохвицы — глубоко в тылу советских войск. Так в котле оказалась советская киевская группировка: войска 5 А, 21 А, 26 А и 37 А (см. Киевская операция, 1941).

## Итоги сражения
Смоленское сражение привело к тяжелейшим последствиям для советской стороны. Оно стало одним из самых кровопролитных и напряжённых в 1941 году.
Ставка ВГК все время требовала наступать. Фронтам ставили наступательные задачи, невзирая на обстановку. Наступления проводили с наскока, наспех, без достаточной подготовки, без необходимого материального обеспечения, в отсутствие достаточных сведений о противнике. Потеряв в атаках последние полнокровные механизированные корпуса, Красная Армия прекратила попытки перехватить стратегическую инициативу.
Красная армия на 3 месяца задержала движение немецких частей к Москве. И это изменило изначальные планы немецкого командования и оказало непосредственное влияние на срыв плана «Барбаросса», хотя осенью 1941 года Вермахт осуществил грандиозные операции по окружению и уничтожению целых фронтов — Юго-западного (Киевский котёл) и Западного (Вяземский котёл).
Неутешительные итоги Смоленской битвы для СССР описывает Дэвид Гланц в труде «Крах плана Барбаросса»:

За август ГА «Центр» разгромила силы 16 А, 19 А и 20 А, предназначавшихся для участия в Смоленском сражении, разгромила четвертую (28 А Качалова) в районе Рославля, пятую (22 А) в лесах вокруг Великих Лук, вынудила шестую (21 А) оставить Гомель и лишила возможности седьмую (29 А) армию сыграть значительную роль в контрударе, запланированном на рубеж августа-сентября. Группа фон Бока уничтожила и пленила 40 тысяч солдат и офицеров Красной армии северо-восточнее Смоленска, еще 90 тысяч в р-не Гомеля, 60 тысяч солдат и офицеров в р-не Рославля и Великих Лук. Безвозвратные потери — 190 тысяч солдат и офицеров — составили ощутимую потерю для Красной армии.

Положительным следствием смоленской битвы для СССР был успех контрнаступления под Ельней, в результате которого:
- значительно улучшилось положение 24 А
- снята угроза рассечения группировок Западного и Резервного фронтов на их смежных крыльях.

Однако, осуществить замысел — окружить и уничтожить врага — не удалось. Главные силы противника организованно под прикрытием арьергардов отошли на заблаговременно подготовленный оборонительный рубеж. Тем не менее, это был успех советских войск — и его значение в сложной обстановке начала войны трудно переоценить.

Высоко оценивает значение сентябрьского наступления советских войск американский историк Дэвид Гланц:

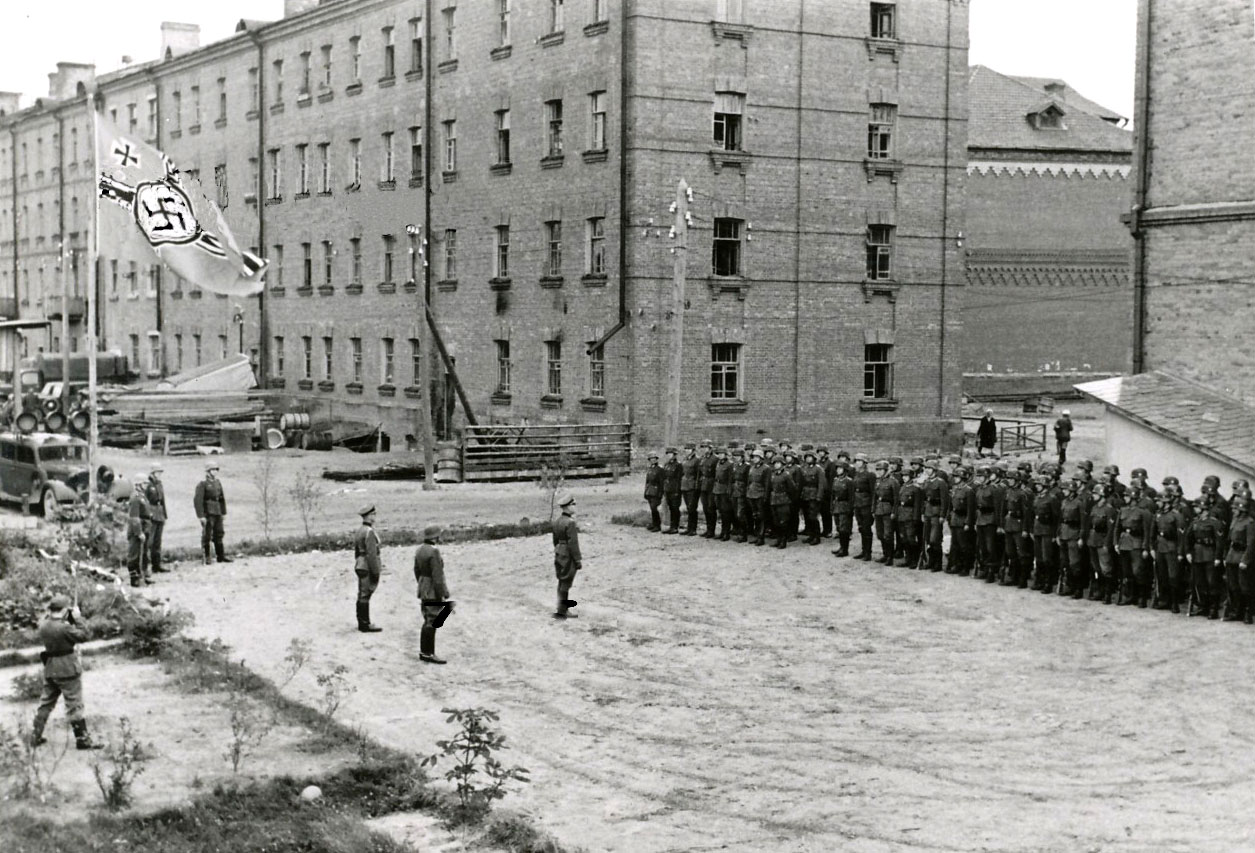
Двор по ул. Тенишевой в Смоленске во время оккупации

Историки уделяют достаточное внимание двум контрнаступательным операциям: июльской и августовской. Однако на удивление мало интересуются третьей и самой крупной из проведённых стратегических операций — сентябрьской. То есть контрнаступлением Западного, Резервного и Брянского фронтов на Духовщинском, Ельнинском и Рославльско-Новозыбковском направлениях. 
Гланц подчёркивает, что сентябрьское наступление оказалось мощным и решающим:

…контрнаступление Красной армии в районе Смоленска в период с июля по начало сентября было намного мощнее и нанесло гораздо более сильный урон группе армий «Центр», чем ранее считалось— Дэвид Гланц Крах плана «Барбаросса». Сорванный блицкриг. Том 2
.

### Потери РККА
За 2 месяца Смоленского сражения Красная армия безвозвратно потеряла больше 486 тысяч человек, ранеными — свыше 273 тысяч человек. Утратили 1348 танков, 9290 орудий и миномётов, 903 боевых самолёта.
В ходе непрерывного наступления РККА значительно подорвала боеспособность. Это негативно сказалось на дальнейшем ходе борьбы. И впоследствии стало одной из причин тяжелого поражения под Вязьмой и Брянском осенью 1941.
Отдельные успешные действия советских войск не привели к перелому в оперативной обстановке, не заставили немецкое командование отказаться от его планов.

### Рождение советской гвардии
Чтобы стимулировать войска, Сталин нашёл возможно единственную форму поощрения — создание советской гвардии. 8 сентября 1941 года приказом наркома обороны СССР 100-я и 127-я стрелковые дивизии 24-й армии преобразовали в 1 и 2 гвардейские. 26 сентября гвардейскими стали ещё две дивизии этой армии: 107-я и 120-я, переименованные соответственно в 5 и 6 гвардейские дивизии.
С заключительным этапом Смоленского сражения, Ельнинской операцией, связано появление в РККА гвардейских частей, соединений и объединений. Осенью 1941 года за массовый героизм, мужество личного состава, высокое воинское мастерство, проявленные в ходе кровопролитных боёв Смоленского сражения, по решению Ставки ВГК приказом Наркома Обороны Союза СССР от 18 сентября 1941 года № 308 четыре стрелковые дивизии: 100-я, 127-я, 153-я и 161-я были переименованы в 1-ю, 2-ю, 3-ю и 4-ю гвардейские.